# Бакс (Горња Гарона)
Бакс (фр. Bax) насеље је и општина у јужној Француској у региону Миди Пирене, у департману Горња Гарона која припада префектури Мире.
По подацима из 2011. године у општини је живело 84 становника, а густина насељености је износила 14,02 становника/km². Општина се простире на површини од 5,99 km². Налази се на средњој надморској висини од 250 метара (максималној 371 m, а минималној 243 m).

## Демографија
| 1962. | 1968. | 1975. | 1982. | 1990. | 1999. | 2011. |
| ----- | ----- | ----- | ----- | ----- | ----- | ----- |
| 95    | 70    | 80    | 50    | 65    | 81    | 84    |

График промене броја становника у току последњих година